# Dżaldżulja
Dżaldżulja (arab. جلجولية; hebr. ג'לג'וליה) – samorząd lokalny położony w Dystrykcie Centralnym, w Izraelu.
Leży na granicy równiny Szaron z Szefelą, w otoczeniu miasta Kefar Sawa, miasteczka Kafr Bara, moszawów Chagor, Eliszama i Jarchiw, kibucu Choreszim, oraz wiosek Sede Chemed i Mattan. Na północny wschód od miasteczka znajduje się granica Autonomii Palestyńskiej, której strzeże mur bezpieczeństwa. Po stronie palestyńskiej jest arabskie miasto Kalkilja.

## Historia
Badania archeologiczne wskazują, że okolica była zamieszkana już od XVI wieku p.n.e. Miejsce to jest przez wielu badaczy identyfikowane jako miejsce położenia starożytnego miasta Gilgal.
W zachodniej części miejscowości zachowały się ruiny arabskiego karawanseraja oraz cukrowni z czasów krzyżowców.
29 listopada 1947 roku Zgromadzenie Ogólne Organizacji Narodów Zjednoczonych przyjęło Rezolucję nr 181 o podziale Palestyny na dwa państwa: żydowskie i arabskie. Na mocy tej rezolucji wioska Dżaldżulja miała znaleźć się w państwie arabskim, jednak podczas wojny o niepodległość w 1948 została zajęta przez wojska izraelskie. Po zawarciu rozejmu, wioska Dżaldżulja znalazła się na terytoriach przyznanych państwu Izrael.

## Demografia
Zgodnie z danymi Izraelskiego Centrum Danych Statystycznych w 2008 roku w mieście żyło 8,2 tys. mieszkańców, wszyscy Arabowie.
Populacja miasta pod względem wieku:
| Wiek (w latach) | Procent populacji |
| --------------- | ----------------- |
| 0-4             | 15,4%             |
| 5-9             | 15,5%             |
| 10-14           | 12,5%             |
| 15-19           | 9,8%              |
| 20-29           | 14,6%             |
| 30-44           | 19,0%             |
| 45-59           | 8,9%              |
| ponad 60        | 4,3%              |

Źródło danych: Central Bureau of Statistics.

## Edukacja
Wśród tutejszych szkół znajdują się: New Makif, Alef, Bet oraz Al-Razi Makif.

## Kultura i sport
W miejscowości są ośrodki kultury, boisko do piłki nożnej oraz korty tenisowe.

## Gospodarka
Gospodarka miejscowości opiera się na rolnictwie i sadownictwie.

## Komunikacja
Na wschód od miasteczka przebiega autostrada nr 6, brak jednak możliwości bezpośredniego wjazdu na nią. Z miasteczka wyjeżdża się na zachód na drogę nr 444 , którą jadąc na północ dojeżdża się do wioski Sede Chemed i drogi ekspresowej nr 55  (Kefar Sawa-Nablus), lub jadąc na południe dojeżdża się do drogi nr 531  i moszawu Chagor. Lokalną drogą można wyjechać z miasteczka na południe na drogę nr 5233, którą jadąc na wschód dojeżdża się do kibucu Choreszim i miasteczka Kafr Bara, lub jadąc na południowy zachód dojeżdża się do drogi nr 531, którą jadąc na wschód dojeżdża się do wjazdu na autostradę nr 6 lub jadąc na zachód dojeżdża się do drogi ekspresowej nr 40  (Kefar Sawa-Ketura).